# Schima sulcinervia
Schima sulcinervia är en tvåhjärtbladig växtart som beskrevs av Friedrich Anton Wilhelm Miquel. Schima sulcinervia ingår i släktet Schima och familjen Theaceae. Inga underarter finns listade i Catalogue of Life.